# Nadeždinskij rajon
Il Nadeždinskij rajon (in russo Наде́ждинский райо́н?) è un rajon (distretto) del Territorio del Litorale, nell'estremo oriente russo; il capoluogo è il villaggio (selo) di Vol'no-Nadeždinskoe.
Il suo territorio si estende nella parte sudoccidentale del Territorio del Litorale ed è affacciato per un tratto sul golfo di Pietro il Grande, in corrispondenza dell'attaccatura della penisola su cui sorge Vladivostok. La sua superficie è una delle più ridotte fra tutti i rajon del Territorio del Litorale.
Il capoluogo è il centro di Vol'no-Nadeždinskoe; altri centri abitati di qualche rilievo sono Tavričanka, Razdol'noe e Novyj.